# Elson Ferreira de Souza
Elson Ferreira de Souza, född 30 oktober 1989, är en brasiliansk fotbollsspelare.
Han blev utsedd till J.Leagues "Best Eleven" 2017.